# Punta del Cementiri
La Punta del Cementiri és un cap de la costa de la Marenda del terme comunal de Portvendres, a la comarca del Rosselló (Catalunya del Nord). Està situada a la zona nord-oest del terme de Portvendres, també al nord-oest de la vila. Tanca per ponent la Platja d'en Baus.